# Lockheed L-188 Electra
Lockheed Model 188 Electra je americký turbovrtulový dopravní letoun, který vyráběla společnost Lockheed. Letoun poprvé vzlétl v roce 1957. Byl to první velký turbovrtulový dopravní letoun vyráběný ve Spojených státech amerických. Zpočátku se prodával dobře, ale po dvou vážných haváriích, které vedly k nákladným úpravám konstrukčních vad letounu, již žádná další objednávka nepřišla. Typ byl brzy nahrazen proudovými dopravními letouny, ale mnoho těchto letounů bylo upraveno pro dopravu nákladů a tento typ slouží u různých provozovatelů v rozličných rolích i v 21. století. Letoun byl rovněž použit jako základ velmi úspěšného námořního hlídkového a protiponorkového letounu Lockheed P-3 Orion.

## Vývoj
Společnost Lockheed si vybudovala silnou pozici na trhu dopravních letounů s pístovými motory díky sérii letounů Lockheed Constellation. Později byla oslovena leteckou společností Capital Airlines k návrhu dopravního letounu s turbovrtulovým pohonem. O tento typ však neprojevily zájem další americké letecké společnosti a tak k návrhu nakonec nedošlo. Letecká společnost Capital Airlines nakonec objednala 60 britských letounů Vickers Viscount. V roce 1954 však společnost nabídla dvoumotorový dopravní letoun označovaný CL-303, aby splnila požadavky letecké společnosti American Airlines. Jednalo se o hornoplošník pro 60 až 70 cestujících, ale opět návrh ztroskotal na nedostatku zájmu jiných dopravců.
Společnost American Airlines poté přehodnotila své požadavky a požadovala letoun poháněný čtyřmi motory pro 75 cestujících s doletem 2 000 mil (3 220 km). K uspokojení tohoto požadavku Lockheed navrhl model CL-310, což byl dolnoplošník poháněný čtyřmi britskými motory Rolls-Royce Dart nebo Napier Eland. Model CL-310 sice vyhovoval společnosti American Airlines, ale společnost Eastern Airlines chtěla letoun s delším doletem a pro 85 až 90 cestujících. Lockheed proto upravil a zvětšil návrh letounu CL-310 pro použití s motory Allison 501-D13, což je civilní verze motorů Allison T56, které byly vyvinuty pro prototyp vojenského dopravního letounu Lockheed C-130 Hercules.
Vývoj letounu, který byl označen Model 188, byl zahájen na základě objednávky 35 letounů od letecké společnosti American Airlines 8. června 1955. Následovala objednávka 40 strojů pro leteckou společnost Eastern Airlines 27. září 1955. První letoun byl stavěn 26 měsíců a za tuto dobu společnost Lockheed získala objednávky na 129 letounů. Prototyp letounu Model 188A (výr. č. 1001, imatrikulace N1881) poprvé vzlétnul 6. prosince 1957 v Burbanku a získal schválení amerického federálního leteckého úřadu (FAA) 22. srpna 1958. První letoun (1007, N5502) obdržela letecká společnost Eastern Airlines 8. října 1958, ačkoliv nevstoupil do služby až do ledna 1959.
V roce 1957 americké námořnictvo (US Navy) vydalo požadavky na nový námořní hlídkový letoun. Lockheed navrhl v té době ještě nedokončený letoun Electra a tento návrh nakonec zvítězil. Upravený letoun Electra byl poté vyráběn pod názvem P-3 Orion a proslavil se po celém světě mnohem více než původní letoun Electra. Mnoho z těchto letounů slouží už téměř 50 let v námořní hlídkové službě.

## Popis
Model 188 Electra je celokovový dolnoplošník poháněný čtyřmi turbovrtulovými motory Allison 501-D13, které mají čtyřlisté vrtule. Má zatahovací podvozek příďového uspořádání a klasické ocasní plochy. Kokpit je pro tříčlennou posádku a letoun mohl dopravovat 66 až 80 cestujících v různém uspořádání tříd. V uspořádání pro největší kapacitu, mohl letoun dopravovat až 98 cestujících. Variantu Model 188A následovala varianta Model 188C s delším doletem, větší kapacitou nádrží na palivo a s větší maximální vzletovou hmotností.

## Operační historie

### Civilní uživatelé

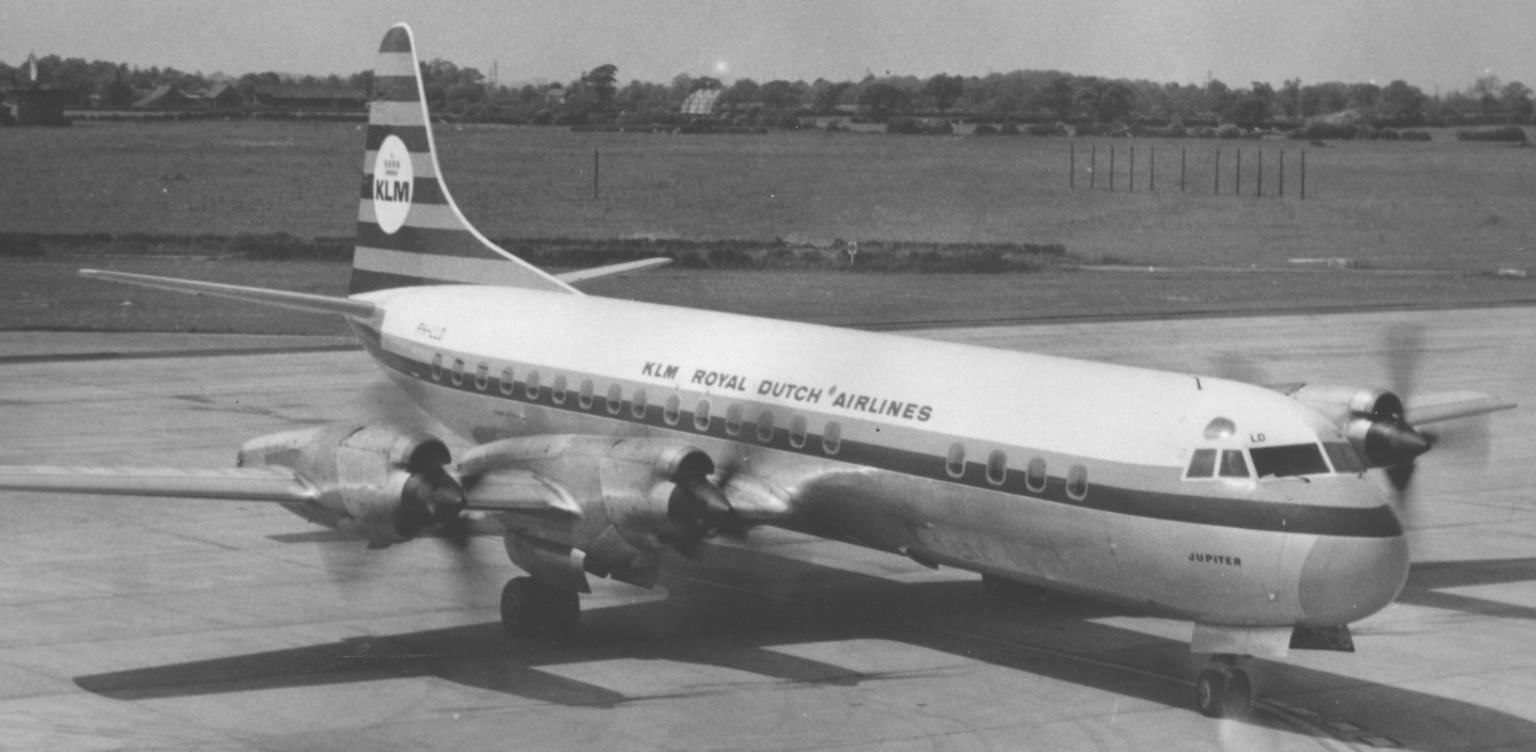
L188C Electra (PH-LLD) společnosti KLM v červenci 1965

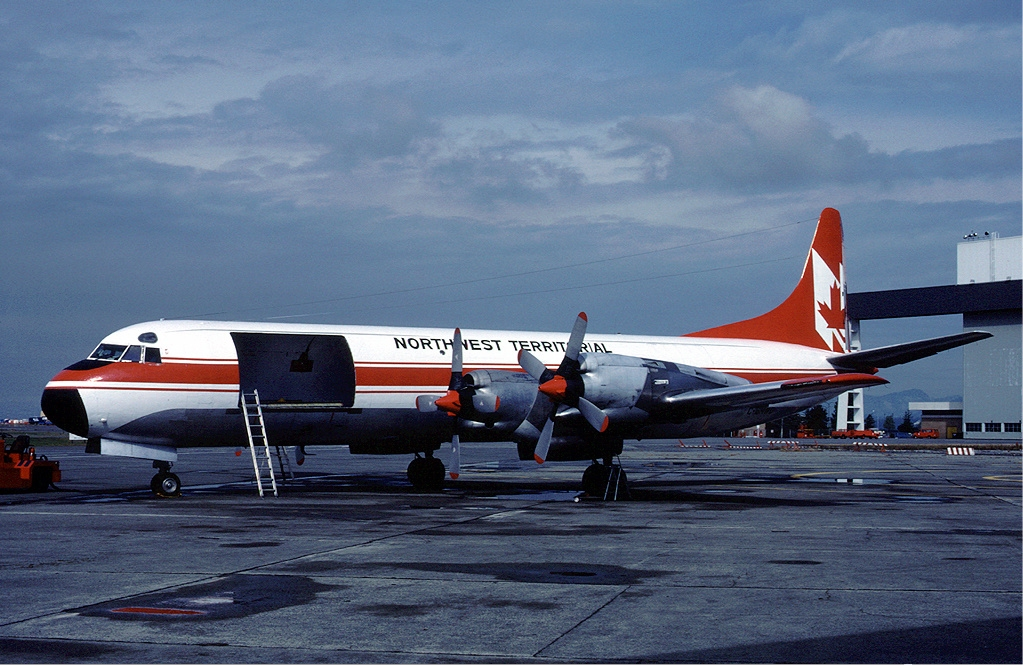
Nákladní dopravní letoun Electra (C-GNWD) společnosti NWT Air na letišti Vancouver v srpnu 1983.

Letecká společnost American Airlines byla první, která si objednala tyto letouny. Následovaly jí letecké společností Eastern Airlines a Braniff Airways. Electra měla při svém uvedení do služby vážné problémy. Cestující si často stěžovali na velký hluk v kabině způsobený rezonancemi vrtulí. Aby Lockheed vyřešil tyto problémy, bylo nutné přestavět motorové gondoly s tím, že byly nakloněny o tři stupně nahoru. Tyto změny byly začleněny do výroby v polovině roku 1959. Výsledkem byly lepší výkony letounu a větší pohodlí pro cestující. Mnohem horší bylo, že během 14 měsíců (od února 1959 do března 1960) došlo ke třem vážným haváriím letounu. V důsledku toho Americký federální letecký úřad (FAA) snížil, do doby než bude objasněna příčina nehod, maximální povolenou rychlost letounu.
Následovalo rozsáhlé vyšetřování, během něhož bylo zjištěno, že dvě havárie (v září 1959 a březnu 1960) byly způsobeny problémy s uložením motorů. Uložení nebylo schopné tlumit vibrace od motorů, které se přenášely do křídla. Při dosažení rezonančních kmitů došlo k tak velkým vibracím křídla, že křídlo se doslova odlomilo od zbytku letounu.V důsledku toho společnost Lockheed zahájila nákladný program k odstranění těchto problémů. Bylo změněno upevnění motorů, zesíleno křídlo a určité části potahu křídla byly nahrazeny silnějším materiálem. Každý letoun byl upraven na náklady společnosti Lockheed v sídle závodu. Úprava jednoho letounu trvala 20 dní. Do nově vyráběných letounů byly změny zapracovány při výrobě. Ačkoliv problémy byly odstraněny, veřejnost ztratila v tento typ letounu důvěru a poslední ránou bylo zavedení proudových dopravních letounů. Výroba skončila v roce 1961 poté, co bylo vyrobeno pouze 170 letounů. Ztráty společnosti Lockheed byly vyčísleny na 57 miliónů dolarů, nepočítaje dalších 55 miliónů dolarů na soudní výdaje. Ačkoliv některé letouny létaly s cestujícími i v 70. a 80. letech 20. století, většina letadel byla nadále používána jako nákladní letadla.
Letouny Elecra působily hlavně u leteckých společností ve Spojených státech amerických. V Evropě si je pořídila jen nizozemská letecká společnost KLM. V jižním tichomoří letouny používala společnost Tasman Empire Airways Limited (TEAL) a její nástupce Air New Zealand. V Austrálii letouny používaly letecké společnosti Trans Australia Airlines (TAA) a Ansett, každá po třech letounech, k letům mezi australskými velkými městy a později i do Port Moresby v letech 1959 až 1971. Společnost Ansett své tři Elektry přestavěla v letech 1970–71 na nákladní stroje a pokračovala v jejich provozování až do roku 1984. Společnost Qantas používala Elektry pro lety z Hongkongu do Japonska, na Novou Kaledonii a Novou Guineu (dokud lety na Novou Guineu nepřevzaly Ansett a TAA). Později létaly i přes Indický oceán do Jihoafrické republiky. Tři letouny společnosti Qantas byly vyřazeny během 60. let a čtvrtý letoun v roce 1971.
Některé Elektry byly prodány jihoamerickým leteckým společnostem, jako byly například bolivijské aerolinie Lloyd Aéreo Boliviano, které používaly tyto letouny do té doby, než byly nahrazeny letouny s proudovými motory. Letouny používala i brazilská společnost Varig, která je používala ke kyvadlové dopravě mezi městy Rio de Janeiro a São Paulo pod názvem Ponte Aérea, což v překladu z portugalštiny znamená „letecký most“. Poté byly letouny prodány do Zairu. Ostatní letouny byly obvykle přeřazeny z dopravy cestujících na dopravu nákladu. Od roku 1968 bylo 40 letounů bylo upraveno dceřinou společností firmy Lockheed na nákladní letadla. Byly přidány jedny nebo dvoje velké nákladní dveře na levou stranu trupu a zesílena podlaha letounu.
Celkem bylo vyrobeno 170 letounů Electra. Z tohoto počtu bylo celkem 58 zničeno při haváriích a jiných incidentech (k 1.3.2011).

### Vojenské použití
V roce 1973 koupilo argentinské námořnictvo tři letouny Electra vybavené nákladními dveřmi. Letouny byly používány během tzv. „Špinavé války“ ke shazování politických vězňů do Río de La Plata během nechvalně známých „letů smrti“. Elektry byly rovněž používány k dopravě branců během války o Falklandské ostrovy v roce 1982.
V roce 1983, po vyřazení posledních letounů SP-2H Neptune, argentinské námořnictvo koupilo další civilní Elektry a upravilo je pro námořní hlídkovou službu. Tyto letouny byly rozsáhle využívány až do jejich nahrazení letouny P-3 Orion v roce 1994. Jedna Elektra argentinského námořnictva, místně známá pod označením L-188W Electron (pro elektronický boj), je vystavena v Argentinském muzeu námořního letectví (MUAN) v Bahía Blanca.

## Varianty

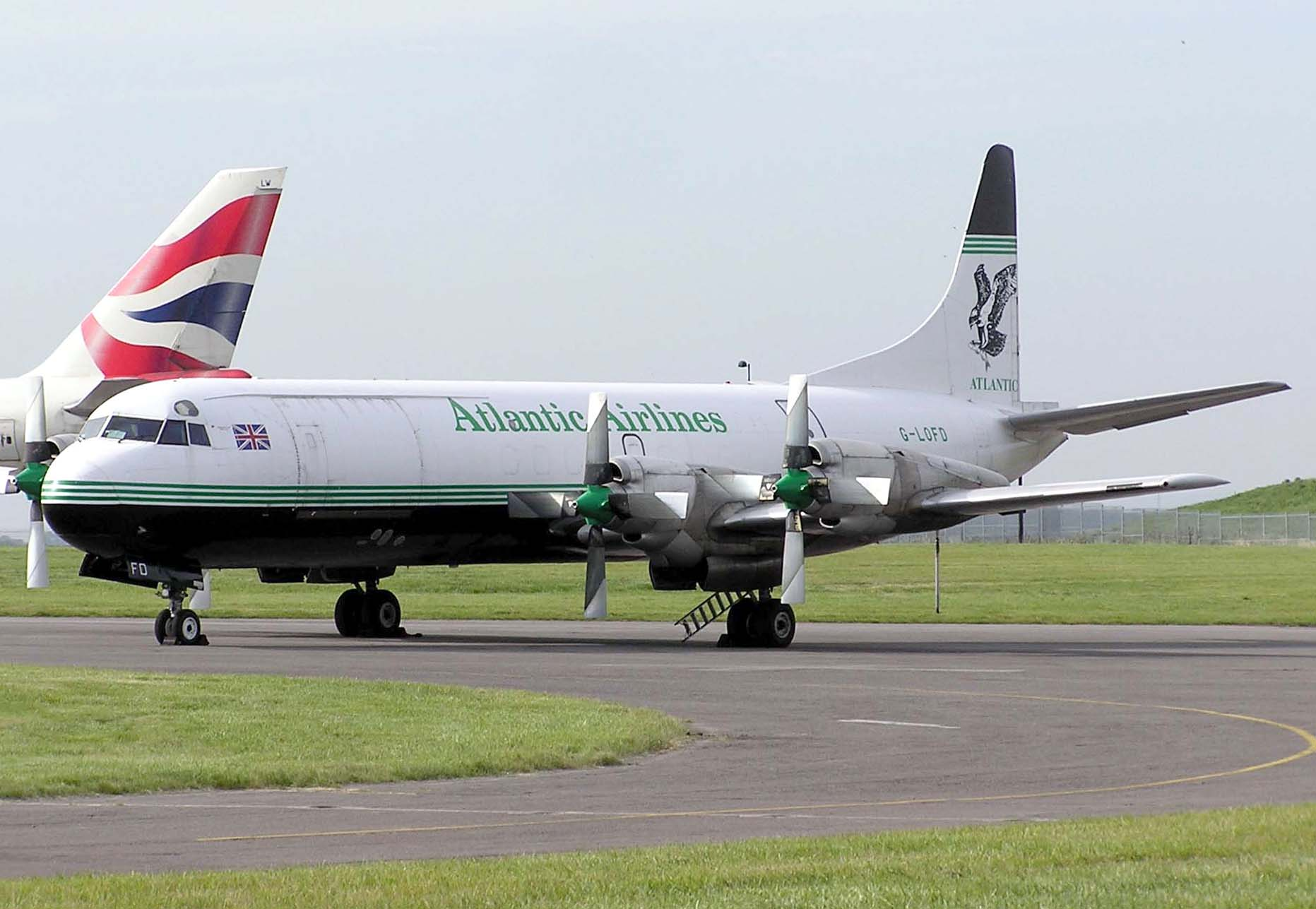
L-188CF (G-LOFD) britských aerolinií Atlantic Airlines

L-188A
Původní výrobní verze letounu.
L-188AF (verze pouze pro náklad)
Neoficiální označení úpravy letounů L-188A pro přepravu nákladů, která byla provedena v rámci doplňkového typového osvědčení letounu.
L-188PF (verze pro náklad a cestující)
Neoficiální označení úpravy letounů L-188A pro přepravu nákladů i cestujících, která byla provedena v rámci doplňkového typového osvědčení letounu.
L-188C
Verze letounu s dlouhým doletem. Letoun měl zvětšené palivové nádrže a větší maximální vzletovou hmotnost.
L-188CF
Neoficiální označení úpravy letounů L-188C pro přepravu nákladů, která byla provedena v rámci doplňkového typového osvědčení letounu.
YP-3A Orion
Jeden letoun sloužící k testování aerodynamických vlastností vojenské verze letounu, kterou byl P-3 Orion. Letoun měl zkrácený trup o sedm stop.

## Letecké nehody a incidenty

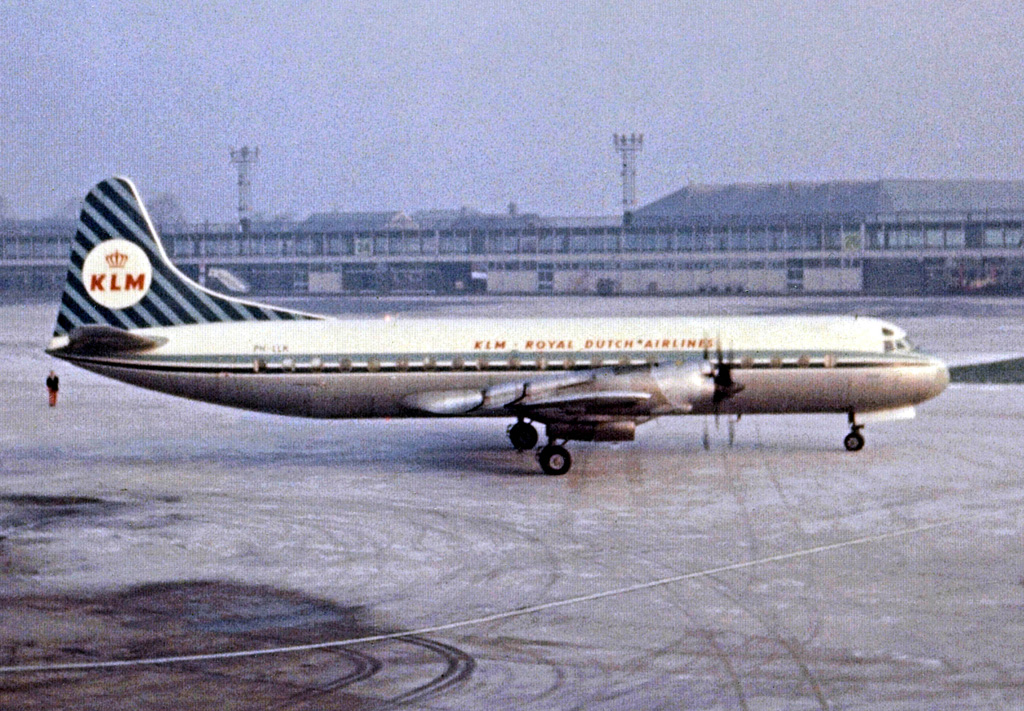
L188C Electra (PH-LLK) společností KLM na letišti Manchester v roce 1963

Během služby tento typ letounu postihlo (k 1.3.2011) 65 různých nehod a incidentů, při kterých přišlo o život 1 046 lidí. Následuje výčet těch nejzávažnějších z nich:
- 3. února 1959 – let 320 společnosti American Airlines z Chicaga do New Yorku havaroval během přistání asi 1,5 km od letiště na řece East River. Zahynulo 65 lidí z 73 lidí na palubě (přežili 3 členové posádky a 5 cestujících).[18][19]
- 29. září 1959 – let 542 společnosti Braniff International Airways z Houstonu do Dallasu havaroval u města Buffalo v Texasu. Všech 29 cestujících a 5 členů posádky zahynulo. Vyšetřovatelé došli k závěru, že se letounu během letu ulomila levá polovina křídla, došlo ke zničení ocasních ploch a později i rozlomení trupu na dvě části.[20][21]
- 17. března 1960 – let 710 společnosti Northwest Orient Airlines z Chicaga do Miami, havaroval severovýchodně od města Cannelton v Indianě. Všech 63 lidí na palubě (57 cestujících a 6 členů posádky) zahynulo. Během letu došlo k oddělení pravé poloviny křídla a částí levé poloviny křídla v důsledku vibrací od motorů.[6][22]
- 4. října 1960 – let 375 společnosti Eastern Air Lines havaroval při startu z letiště v Bostonu, stát Massachusetts. Zahynulo 62 ze 72 osob na palubě. Přežili 2 členové posádky a 8 cestujících. Krátce po startu letoun vletěl do hejna ptáků, kteří způsobili selhání motorů č. 1, 2 a 4.[23]
- 12. června 1961 – let 823 společnosti KLM z Říma do Kuala Lumpur havarovalo během přiblížení na mezipřistání v Káhiře v Egyptě. Zahynulo 20 (3 členové posádky a 17 cestujících) z 36 osob na palubě. Pravděpodobná příčina: chyba pilota.[24]
- 17. září 1961 – let 706 společnosti Northwest Orient Airlines z Chicaga do Tampy na Floridě havaroval během startu. Zahynulo všech 37 lidí na palubě. Jako příčina nehody bylo stanoveno mechanické selhání ovládání křidélek.[25]
- 22. dubna 1966 – letoun L-188 společnosti American Flyers Airline narazil do kopce během pokusu o opakované přistání na letišti Ardmore Municipal Airport. Zahynulo všech 5 členů posádky a 78 z 93 cestujících. Příčina byla stanovena na srdeční slabost pilota během kritické fáze letu.[26]
- 16. února 1967 – let 708 indonéské společnosti Garuda Indonesia Airways havaroval během pokusu o přistání na mezinárodním letišti Sam Ratulangi. Zahynulo 22 z 92 osob na palubě. Jako příčina byl stanoven špatně provedený přistávací manévr, což vedlo k velice tvrdému přistání. Velkou roli sehrálo i špatné počasí.[27]
- 3. května 1968 – let 352 společnosti Braniff z Houstonu do Dallasu v Texasu. Letoun se rozpadl ve vzduchu nad městem Dawson, Texas. Všech 80 cestujících a 5 členů posádky zahynulo. Při průletu bouřkovou oblastí se letoun dostal vlivem turbulencí do neobvyklé polohy. Při pokusu o vyrovnání letounu došlo k velkému zatížení konstrukce a následné destrukci letadla.[28]
- 9. srpna 1970 – let 502 společnosti LANSA z města Cuzco (Peru) do Limy (Peru) havaroval krátce po startu. Zahynulo všech 8 členů posádky, 91 z 92 cestujících a 2 lidé na zemi. Nejpravděpodobnější příčinou byl malý výkon motorů vlivem špatně prováděné údržby.[29]
- 24. prosince 1971 – let LANSA 508 z Limy (Peru) do Pucallpa (Peru). Při prolétání oblastí bouřek a turbulencí došlo k úderu blesku do křídla a požáru. Během pádu zahynulo 91 z 92 osob na palubě. Jedna cestující z Německa nehodu přežila.[30]
- 27. srpna 1973 – letoun kolumbijské společnosti Aerovias Condor narazil do kopce krátce po startu z letiště v Bogotě. Všech 42 osob na palubě zahynulo.[31]
- 30. října 1974 – letoun společnosti Panarctic Oils havaroval krátce před přistáním v Rae Point, Kanada. Zahynulo 32 z 34 osob na palubě. Přežili dva členové posádky.[32]
- 4. června 1976 – let 702 společnosti Air Manila do Manily na Filipínách havaroval krátce po startu z námořní letecké základny na ostrově Guam. Zahynulo všech 45 osob na palubě a jeden člověk na zemi.[33][34]
- 21. ledna 1985 – let 203 společnosti Galaxy Airlines havaroval krátce po startu z letiště v Renu (USA) při letu do Minneapolis v Minnesotě. Zahynulo 70 ze 71 osob na palubě. Pád přežili původně tři cestující, dva však později zemřeli na následky zranění. Nezavřená dvířka vstupu vzduchu způsobila vibrace letounu. Posádka se domnívala, že vibrace pocházejí z motorů a příliš snížila výkon všech motorů. Což vedlo ke ztrátě vztlaku a pádu stroje do pole.[35]
- 18. prosince 1995 – přetížený letoun společnosti Trans Service Airlift se zřítil poblíž města Cahungula v Angole krátce po startu z letiště Damba. Zahynulo 141 z 144 osob na palubě. Přežil jeden člen posádky a dva cestující. Na palubě bylo asi o 40 osob více než je přípustné.[36]

## Specifikace (Model 188A)

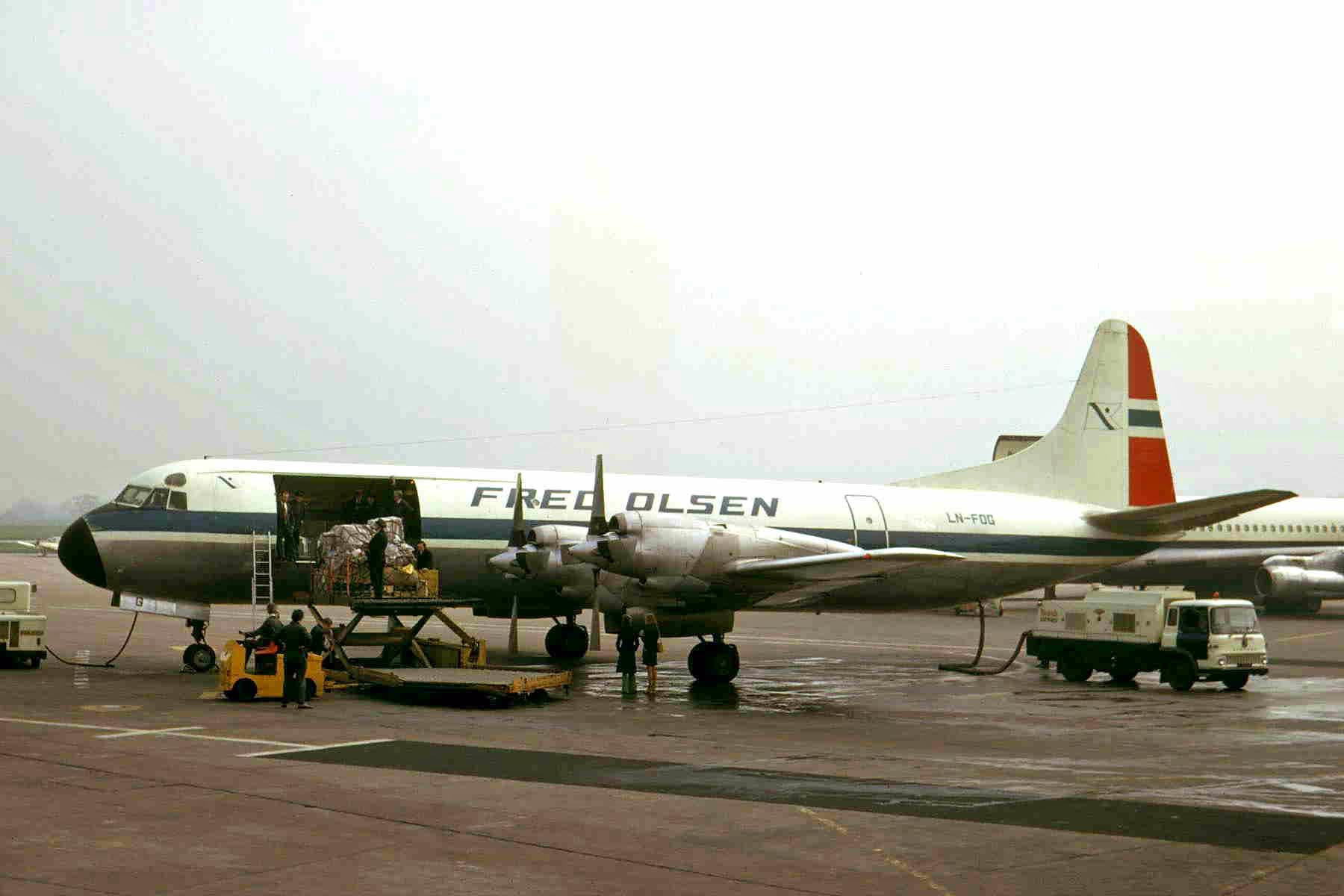
LN-FOG L-188C(F) Electra (LN-FOG), Fred Olsen Line

Technické údaje pocházejí z publikace „Lockheed Aircraft since 1913“.

### Technické údaje
- Posádka: 5 (z toho 3 v kokpitu)
- Kapacita: 98 cestujících
- Užitečný náklad: 7 938 kg
- Rozpětí: 30,18 m
- Délka: 31,85 m
- Výška: 10,00 m
- Nosná plocha: 120,8 m²
- Plošné zatížení: 424,3 kg/m²
- Prázdná hmotnost: 26 036 kg
- Max. vzletová hmotnost : 51 256 kg
- Pohonná jednotka: 4× turbovrtulový motor Allison 501-D13
- Výkon pohonné jednotky: 2 800 kW

### Výkony
- Cestovní rychlost: 600 km/h (373 mph, 324 uzlů) ve výšce ? m
- Maximální rychlost: 721 km/h (448 mph, 390 uzlů) ve výšce 3 660 m (12 000 stop)
- Dolet: 3 540 km
- Dostup: 8 665 m (28 400 stop)
- Stoupavost: 10 m/s (600 m/min)

## Uživatelé

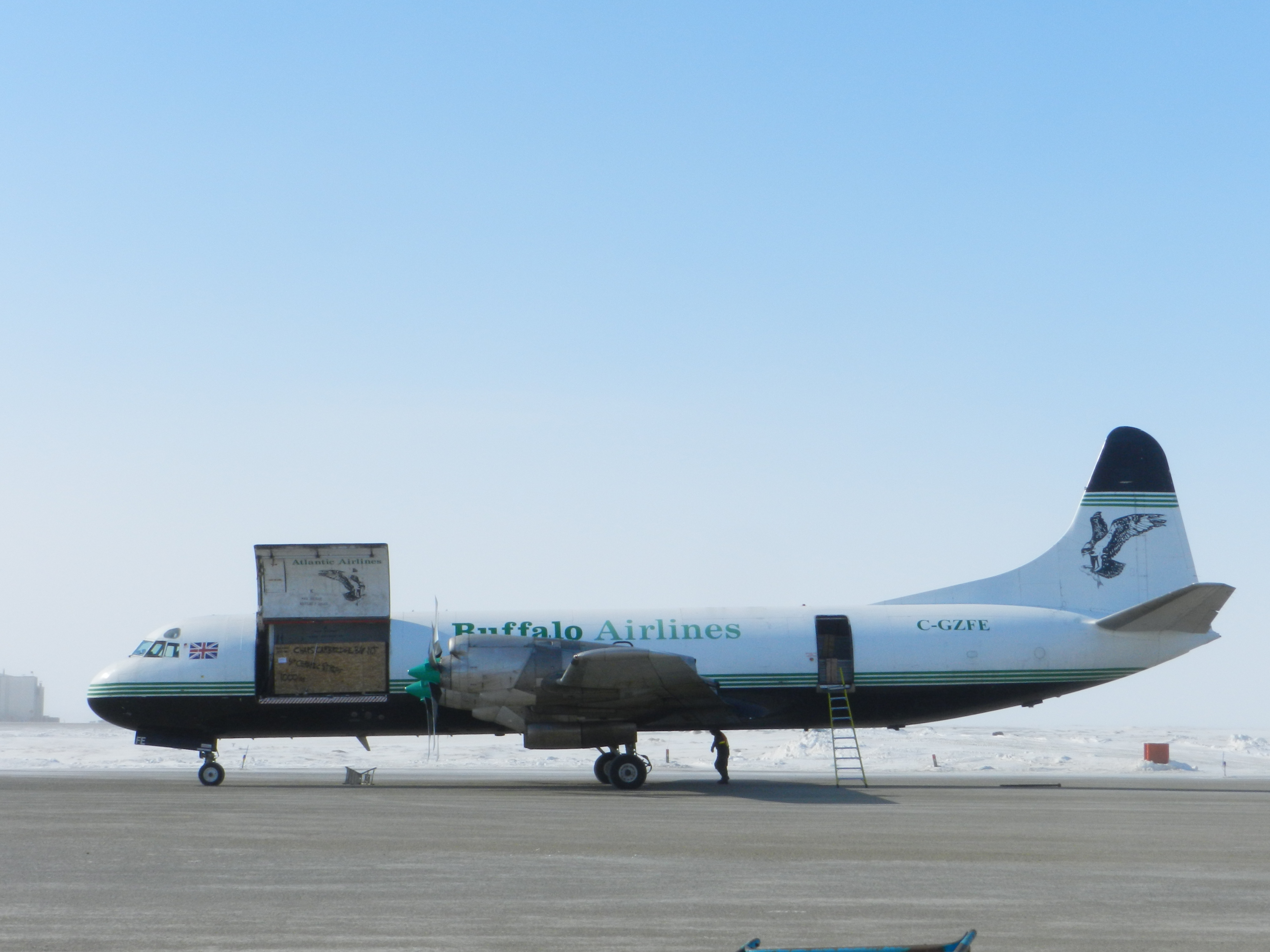
L-188C (C-GZFE), Buffalo Airways

### Současní uživatelé
V srpnu 2010 bylo v činné službě u leteckých společností ještě 11 letounů Lockheed L-188 Electra. Sedm letounů provozuje britská společnost Atlantic Airlines, tři Buffalo Airways a poslední Trans Service Airlift. Dále (únor 2011) je 13 letounů registrováno na kanadskou společnost Air Spray. Tyto letouny jsou upraveny pro tankování požárních letadel. Poslední dva letouny slouží stejnému účelu pro společnost Conair Group.

### Civilní uživatelé
Austrálie
- Ansett Airlines, Qantas, Trans Australia Airlines

 Bolívie
- Lloyd Aereo Boliviano

 Brazílie
- VARIG

 Ekvádor
- Ecuatoriana de Aviación

 Filipíny
- Air Manila International

 Guyana
- Guyana Airways

 Honduras
- SAHSA

 Hongkong
- Cathay Pacific Airways

 Indonésie
- Garuda Indonesia Airlines, Mandala Airlines

 Irsko
- Hunting Cargo Airlines (Ireland) Ltd

 Kanada
- Air Spray (hašení požárů), Buffalo Airways, Conair Group (hašení požárů), Northwest Territorial Airways, Nordair

 Kolumbie
- SAM Colombia, AeroCóndor

 Kongo
- Trans Service Airlift

 Kostarika
- Lacsa

 Laos
- Royal Air Lao

 Mexiko
- Banco de México (letoun banky)

 Nizozemské Antily
- Air ALM

 Nizozemsko
- KLM

 Norsko
- Fred Olsen Air Transport

 Nový Zéland
- Air New Zealand, TEAL

 Panama
 Paraguay
- Líneas Aéreas Paraguayas

 Peru
- Líneas Aéreas Nacionales S. A.

 Rakousko
- Amerer Air

 Salvador
- TACA International Airlines

 Spojené království
- Air Bridge Carriers, Atlantic Airlines, Channel Express

 Spojené státy americké
- Air California, Air Florida, Air Holiday, American Airlines, Braniff Airways, Denver Ports of Call, Eastern Air Lines, Evergreen International Airlines, Federal Aviation Administration, Fairbanks Air Service, Great Northern Airlines, Hawaiian Airlines, Intermountain Airlines, Johnson International Airlines, McCulloch International Airlines, NASA, National Airlines, Northwest Orient, Overseas National Airways, Pacific Southwest Airlines, Reeve Aleutian Airways, Saturn Airways, Shillelagh Travel Club,[40] Southeast Airlines, TPI International Airways, Western Air Lines, Zantop International Airlines

 Svatý Tomáš a Princův ostrov
 Švédsko
- Falcon Air

 Tchaj-wan
- Winner Airways (jeden letoun 188A pronajatý od společnosti Eastern Air Lines pouze na dva měsíce v roce)

 Zair
- Karibu Airways, Trans Service Airlift

### Armádní uživatelé
Argentina
- Argentinské námořnictvo

 Bolívie
- Bolivijské letectvo

 Ekvádor
- TAME

 Honduras
- Honduraské letectvo – jeden letoun 188A od roku 1979

 Mexiko
- Mexické letectvo – jeden letoun 188A od roku 1978 do roku 1987.

 Panama
- Panamské letectvo – jeden letoun 188C od roku 1973 do roku 1984.

### Objednávky letounu
Varianta 188A
- Eastern Airlines objednaly 40 letounů, které byly dodány mezi listopadem 1958 a srpnem 1959, posledních 5 však bylo ve variantě 188C.[41]
- American Airlines objednaly 35 letounů, které byly dodány mezi listopadem 1958 a březnem 1960.[41]
- National Airlines objednaly 14 letounů, které byly dodány mezi dubnem 1959 a lednem 1961.[41]
- Společnost Ansett Australia objednala 3 letouny, které byly dodány do Austrálie v únoru 1959, dubnu 1959 a únoru 1960.[11][41]
- Společnost Braniff objednala 9 letounů, které byly dodány mezi srpnem 1959 a lednem 1960.[41]
- Western Airlines objednaly 12 letounů, které byly dodány mezi květnem 1959 a únorem 1961.[41]
- Společnost Trans Australia Airlines objednala 3 letouny, které byly dodány do Austrálie mezi červnem 1959 a srpnem 1960.[41]
- Společnost General Motors objednala jeden letoun, který byl dodán v červenci 1958.[41]

Varianta 188C
- Northwest Orient Airlines objednaly 18 letounů, které byly dodány mezi červencem 1959 a červnem 1961.[41]
- Pacific Southwest Airlines objednaly 3 letouny, které byly dodány v listopadu a prosinci 1959.[41]
- Capital Airlines objednaly 5 letounů, objednávka však byla po čase zrušena. Letouny si koupili jiní uživatelé.[41]
- Společnost Qantas objednala 4 letouny, které byly dodány do Austrálie říjnem a prosincem 1959.[41]
- Společnost KLM objednala 12 letounů, které byly dodány do Nizozemska mezi zářím 1959 a prosincem 1960.[41]
- Společnost TEAL(Tasman Empire Airways) objednala 3 letouny, které byly dodány na Nový Zéland v říjnu a prosinci 1959.[41]
- Garuda objednala 3 letouny, které byly dodány do Indonésie v lednu 1961.[41]

### Použitá literatura
- "2010 World Airliner Census". Flight International, 24. – 30. srpna 2010, str. 29–49.
- "Air Commerce: The New York Tragedy". Flight, 13. 2. 1959, str. 231.
- Allen, Eric. Airliners in Australian Service, Volume 1. Weston Creek ACT: Aerospace Publications, 1995. ISBN 1-875671-14-5.
- Brimson, Samuel. Flying the Royal Mail: The History of Australia's Airlines. Sydney, Australia: Dreamweaver Books, 1984. ISBN 0-949825-05-0.
- Eastwood, Tony and John Roach. Turbo Prop Airliner Production List. West Drayton, Middlesex, UK: The Aviation Hobby Shop, 1990. ISBN 0-907178-32-4.
- Francillon, René J. Lockheed Aircraft since 1913. London: Putnam, 1982. ISBN 0-370-30329-6.
- CVRKAL, Milan. Lockheed L-188 Electra. Letectví a kosmonautika. Září 2014, roč. 93., čís. 9, s. 62–64. ISSN 0024-1156.

### Související vývoj
- Lockheed P-3 Orion
- Lockheed CP-140 Aurora (anglicky)
- Lockheed P-7 (anglicky)

### Podobná letadla
- Antonov An-10
- Bristol Britannia
- Iljušin Il-18
- Vickers Viscount